# エリック・ゴーティエ
エリック・ゴーティエ（Eric Gautier、1961年4月2日 - ） はフランスの映画撮影監督。アルノー・デプレシャンやパトリス・シェロー監督作品の常連として知られる。

## 略歴
University of Paris III: Sorbonne Nouvelleで学んだ。

## 主な作品
- 二十歳の死 La vie des morts (1991)
- だれも私を愛さない! Personne ne m'aime (1993)
- 百一夜 Les cent et une nuits de Simon Cinéma (1994)
- そして僕は恋をする Comment je me suis disputé... (ma vie sexuelle) (1996)
- イルマ・ヴェップ Irma Vep (1996)
- ラブetc. Love, etc. (1996)
- ティコ・ムーン Tykho Moon (1996)
- 愛する者よ、列車に乗れ Ceux qui m'aiment prendront le train (1998)
- ポーラX Pola X (1999)
- エスター・カーン めざめの時 Esther Kahn (2000)
- インティマシー/親密 Intimacy (2001)
- ソン・フレール -兄との約束- Son frère (2003)
- モーターサイクル・ダイアリーズ Diarios de motocicleta (2003)
- クリーン Clean (2004)
- キングス&クイーン Rois et reine (2004)
- ガブリエル Gabrielle (2005)
- イントゥ・ザ・ワイルド Into the Wild (2007)
- 夏時間の庭 L'heure d'été  (2008)
- 風にそよぐ草 Les Herbes folles (2009)
- グレース・オブ・モナコ 公妃の切り札 Grace of Monaco (2014)
- 喜望峰の風に乗せて The Mercy (2017)
- 帰れない二人 江湖儿女 (2018)
- 真実 La vérité (2019)